# Nesoptilotis
Nesoptilotis is een geslacht van zangvogels uit de familie honingeters (Meliphagidae).

## Soorten
De volgende soorten zijn bij het geslacht ingedeeld:
- Nesoptilotis flavicollis – Geelkeelhoningeter
- Nesoptilotis leucotis – Witoorhoningeter